# Monte Pez

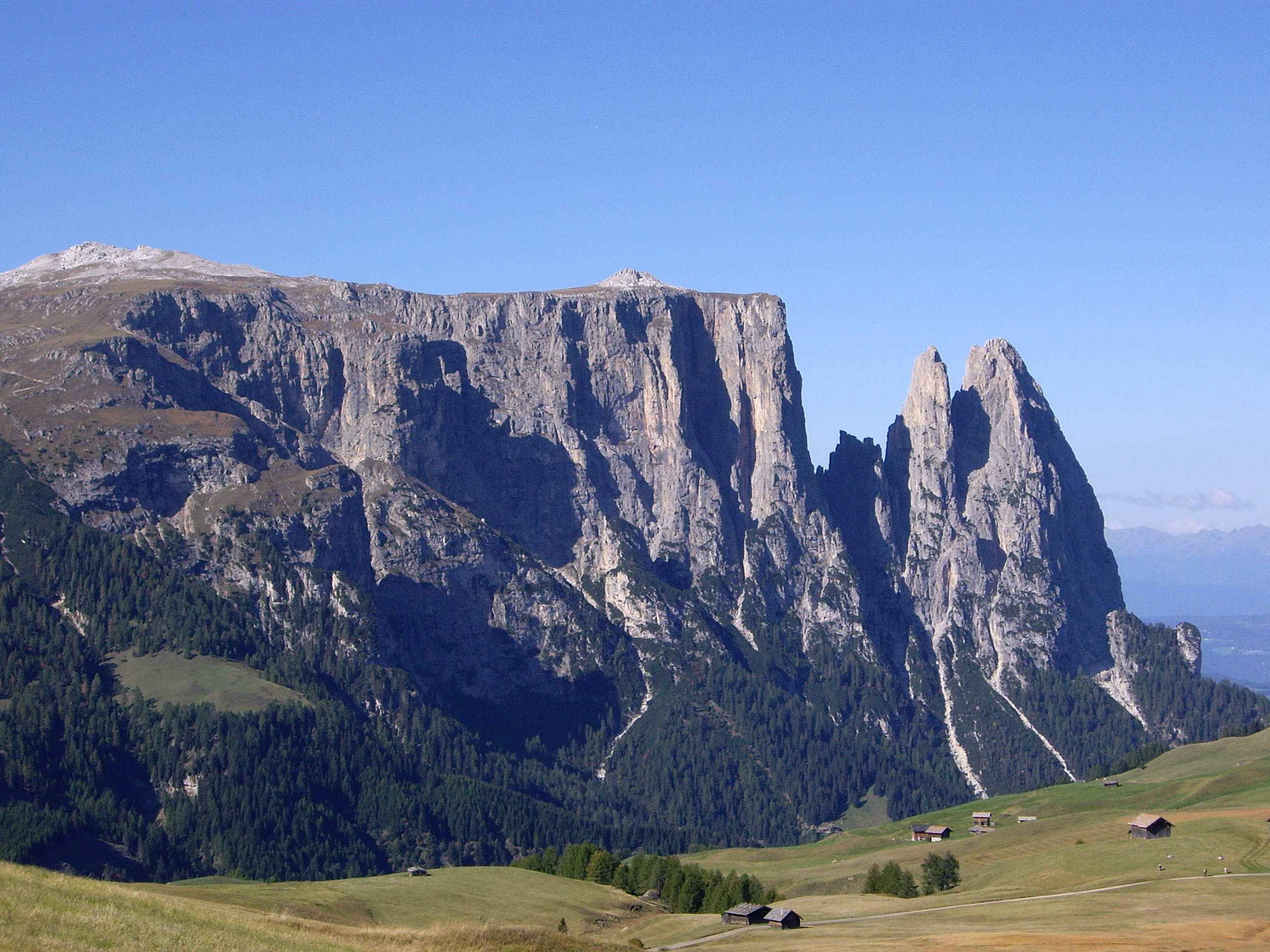
Da sinistra: Monte Pez, Monte Castello, Punta Euringer, Punta Santner

Il monte Pez (in lingua tedesca Petz o Petzspitze) è la cima più elevata del Massiccio dello Sciliar, in Alto Adige. È situata nel comune di Fiè allo Sciliar, a pochi chilometri dalla frazione del comune di Castelrotto di Siusi allo Sciliar.

## Geologia
Il monte è formato da rocce appartenenti alla Dolomia Principale del Norico.

## Rifugi
Nelle vicinanze,  a 2.457 m sull'altopiano dello Sciliar, sorge il Rifugio Bolzano, poco a sud della vetta del monte.

## Accesso
Dal rifugio Bolzano, tempo di percorrenza circa 20 minuti.

## Panorama

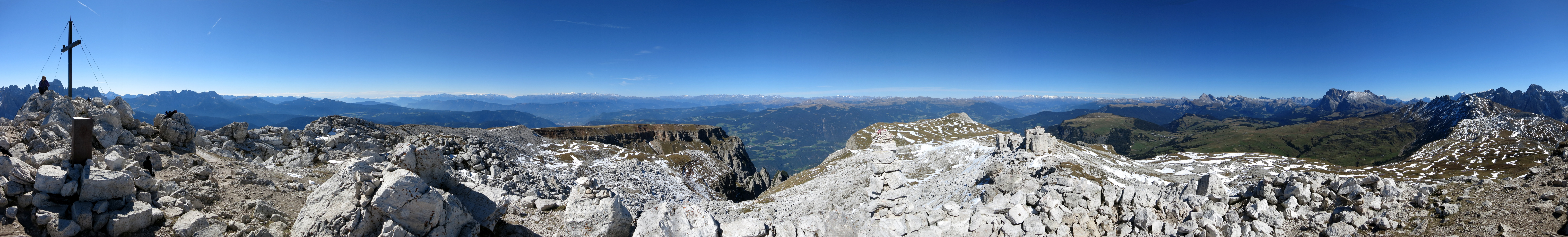
Panorama dalla vetta del monte